# Béni Abbès
Béni Abbès (arapski: بني عباس), također poznat kao "Biser Saoura", a također i kao "Bijela Oaza" je grad i općina koji se nalazi u zapadnom Alžiru u provinciji Bechar, 241 km udaljen od glavnog grada pokrajine Bechar, i 1200 km od Alžira, glavnoga grada države.
To je glavni grad okruga Béni Abbes od 1957. Područje ima oko 10.040 četvornih kilometara, sa stanovništvom od 10.885 stanovnika u popisu stanovništva iz 2008. godine, u odnosu na 8850 stanovnika 1998., pa ima stopu rasta stanovništva od 2,1%. 
Béni Abbes leži u dolini Saoura, na lijevoj obali isprekidanoga vadija, koji se zove Oued Saoura. Ima sedam ksarsa (dvoraca) u Béni Abbesu, uključujući i jedan posebno velik u dolini rijeke.
Ljudi iz Béni Abbesa često se nazivaju Abbabsa.